# Scream (премия, 2010)
5-я церемония награждения премии «Scream» за заслуги в области фантастики, фэнтези и фильмов ужасов за 2010 год состоялась 19 октября 2010 года.

## Лауреаты и номинанты
| Лауреаты — выделены отдельным цветом. |

| Категория                              | Фотографии лауреатов                                                    | Лауреаты и номинанты                                                    |
| -------------------------------------- | ----------------------------------------------------------------------- | ----------------------------------------------------------------------- |
| The Ultimate Scream                    |                                                                         | • «Начало»                                                              |
| The Ultimate Scream                    | • «Алиса в стране чудес»                                                |                                                                         |
| The Ultimate Scream                    | • «Аватар»                                                              |                                                                         |
| The Ultimate Scream                    | • «Район № 9»                                                           |                                                                         |
| The Ultimate Scream                    | • «Железный человек 2»                                                  |                                                                         |
| The Ultimate Scream                    | • «Пипец»                                                               |                                                                         |
| The Ultimate Scream                    | • «Остаться в живых»                                                    |                                                                         |
| The Ultimate Scream                    | • «Настоящая кровь»                                                     |                                                                         |
| The Ultimate Scream                    | • «Сумерки. Сага. Затмение»                                             |                                                                         |
| The Ultimate Scream                    | • «Добро пожаловать в Зомбилэнд»                                        |                                                                         |
| Лучший фантастический фильм            |                                                                         | • «Начало»                                                              |
| Лучший фантастический фильм            | • «Хищники»                                                             |                                                                         |
| Лучший фантастический фильм            | • «Аватар»                                                              |                                                                         |
| Лучший фантастический фильм            | • «Район № 9»                                                           |                                                                         |
| Лучший фантастический фильм            | • «Железный человек 2»                                                  |                                                                         |
| Лучший фантастический фильм            | • «Дорога»                                                              |                                                                         |
| Лучший фэнтези фильм                   |                                                                         | • «Сумерки. Сага. Затмение»                                             |
| Лучший фэнтези фильм                   | • «Алиса в стране чудес»                                                |                                                                         |
| Лучший фэнтези фильм                   | • «Воображариум доктора Парнаса»                                        |                                                                         |
| Лучший фэнтези фильм                   | • «Пипец»                                                               |                                                                         |
| Лучший фэнтези фильм                   | • «История игрушек. Большой побег»                                      |                                                                         |
| Лучший фэнтези фильм                   | • «Там, где живут чудовища»                                             |                                                                         |
| Лучший фильм ужасов                    |                                                                         | • «Добро пожаловать в Зомбилэнд»                                        |
| Лучший фильм ужасов                    | • «Безумцы»                                                             |                                                                         |
| Лучший фильм ужасов                    | • «Кошмар на улице Вязов»                                               |                                                                         |
| Лучший фильм ужасов                    | • «Паранормальное явление»                                              |                                                                         |
| Лучший фильм ужасов                    | • «Остров проклятых»                                                    |                                                                         |
| Лучший фильм ужасов                    | • «Жажда»                                                               |                                                                         |
| Лучший сериал                          |                                                                         | • «Настоящая кровь»                                                     |
| Лучший сериал                          | • «Декстер»                                                             |                                                                         |
| Лучший сериал                          | • «Доктор Кто»                                                          |                                                                         |
| Лучший сериал                          | • «Остаться в живых»                                                    |                                                                         |
| Лучший сериал                          | • «V»                                                                   |                                                                         |
| Лучший режиссёр                        |                                                                         | • Джеймс Кэмерон — «Аватар»                                             |
| Лучший режиссёр                        | • Нил Бломкамп — «Район № 9»                                            |                                                                         |
| Лучший режиссёр                        | • Тим Бёртон — «Алиса в стране чудес»                                   |                                                                         |
| Лучший режиссёр                        | • Роланд Эммерих — «2012»                                               |                                                                         |
| Лучший режиссёр                        | • Кристофер Нолан — «Начало»                                            |                                                                         |
| Лучший режиссёр                        | • Мартин Скорсезе — «Остров проклятых»                                  |                                                                         |
| Лучшая актриса в фэнтези-фильме        |                                                                         | • Кристен Стюарт — «Сумерки. Сага. Затмение»                            |
| Лучшая актриса в фэнтези-фильме        | • Кейт Бланшетт — «Робин Гуд»                                           |                                                                         |
| Лучшая актриса в фэнтези-фильме        | • Лили Коул — «Воображариум доктора Парнаса»                            |                                                                         |
| Лучшая актриса в фэнтези-фильме        | • Хлоя Мориц — «Пипец»                                                  |                                                                         |
| Лучшая актриса в фэнтези-фильме        | • Сирша Ронан — «Милые кости»                                           |                                                                         |
| Лучшая актриса в фэнтези-фильме        | • Миа Васиковска — «Алиса в стране чудес»                               |                                                                         |
| Лучший актёр в фэнтези-фильме          |                                                                         | • Роберт Паттинсон — «Сумерки. Сага. Затмение»                          |
| Лучший актёр в фэнтези-фильме          | • Тейлор Лотнер — «Сумерки. Сага. Затмение»                             |                                                                         |
| Лучший актёр в фэнтези-фильме          | • Николас Кейдж — «Пипец»                                               |                                                                         |
| Лучший актёр в фэнтези-фильме          | • Аарон Джонсон — «Пипец»                                               |                                                                         |
| Лучший актёр в фэнтези-фильме          | • Джонни Депп — «Алиса в стране чудес»                                  |                                                                         |
| Лучший актёр в фэнтези-фильме          | • Том Хэнкс — «История игрушек. Большой побег»                          |                                                                         |
| Лучшая актриса в фантастическом фильме |                                                                         | • Скарлетт Йоханссон — «Железный человек 2»                             |
| Лучшая актриса в фантастическом фильме | • Гвинет Пэлтроу — «Железный человек 2»                                 |                                                                         |
| Лучшая актриса в фантастическом фильме | • Мила Кунис — «Книга Илая»                                             |                                                                         |
| Лучшая актриса в фантастическом фильме | • Эванджелин Лилли — «Остаться в живых»                                 |                                                                         |
| Лучшая актриса в фантастическом фильме | • Эллен Пейдж — «Начало»                                                |                                                                         |
| Лучшая актриса в фантастическом фильме | • Зои Салдана — «Аватар»                                                |                                                                         |
| Лучший актёр в фантастическом фильме   |                                                                         | • Леонардо Ди Каприо — «Начало»                                         |
| Лучший актёр в фантастическом фильме   | • Шарлто Копли — «Район № 9»                                            |                                                                         |
| Лучший актёр в фантастическом фильме   | • Роберт Дауни — «Железный человек 2»                                   |                                                                         |
| Лучший актёр в фантастическом фильме   | • Мэттью Фокс — «Остаться в живых»                                      |                                                                         |
| Лучший актёр в фантастическом фильме   | • Джош Холлоуэй — «Остаться в живых»                                    |                                                                         |
| Лучший актёр в фантастическом фильме   | • Дензел Вашингтон — «Книга Илая»                                       |                                                                         |
| Лучшая актриса в фильме ужасов         |                                                                         | • Анна Пэкуин — «Настоящая кровь»                                       |
| Лучшая актриса в фильме ужасов         | • Джули Бенц — «Декстер»                                                |                                                                         |
| Лучшая актриса в фильме ужасов         | • Эмили Блант — «Человек-волк»                                          |                                                                         |
| Лучшая актриса в фильме ужасов         | • Шарлотта Генсбур — «Антихрист»                                        |                                                                         |
| Лучшая актриса в фильме ужасов         | • Милла Йовович — «Четвёртый вид»                                       |                                                                         |
| Лучшая актриса в фильме ужасов         | • Эмма Стоун — «Добро пожаловать в Зомбилэнд»                           |                                                                         |
| Лучший актёр в фильме ужасов           |                                                                         | • Александр Скарсгард — «Настоящая кровь»                               |
| Лучший актёр в фильме ужасов           | • Стивен Мойер — «Настоящая кровь»                                      |                                                                         |
| Лучший актёр в фильме ужасов           | • Леонардо Ди Каприо — «Остров проклятых»                               |                                                                         |
| Лучший актёр в фильме ужасов           | • Майкл Си Холл — «Декстер»                                             |                                                                         |
| Лучший актёр в фильме ужасов           | • Вуди Харрельсон — «Добро пожаловать в Зомбилэнд»                      |                                                                         |
| Лучший актёр в фильме ужасов           | • Тимоти Олифэнт — «Безумцы»                                            |                                                                         |
| Лучший злодей                          |                                                                         | • Микки Рурк — «Железный человек 2» за роль Ивана Ванко                 |
| Лучший злодей                          | • Джеки Эрл Хейли — «Кошмар на улице Вязов» за роль Фредди Крюгера      |                                                                         |
| Лучший злодей                          | • Стивен Лэнг — «Аватар» за роль Майлз Куорича                          |                                                                         |
| Лучший злодей                          | • Дитэр Лазер — «Человеческая многоножка» за роль Джозефа Хитер         |                                                                         |
| Лучший злодей                          | • Джон Литгоу — «Декстер» за роль Троица                                |                                                                         |
| Лучший злодей                          | • Терри О’Куинн — «Остаться в живых» за роль Джона Локка                |                                                                         |
| Лучший супергерой                      |                                                                         | • Роберт Дауни — «Железный человек 2» за роль Тони Старка               |
| Лучший супергерой                      | • Николас Кейдж — «Пипец» за роль Папани                                |                                                                         |
| Лучший супергерой                      | • Аарон Джонсон — «Пипец» за роль Пипца                                 |                                                                         |
| Лучший супергерой                      | • Хлоя Мориц — «Пипец» за роль Убивашки                                 |                                                                         |
| Лучший супергерой                      | • Закари Куинто — «Герои» за роль Сайлера                               |                                                                         |
| Лучший супергерой                      | • Том Уэллинг — «Тайны Смолвилля» за роль Супермена                     |                                                                         |
| Лучшая актриса второго плана           |                                                                         | • Энн Хэтэуэй — «Алиса в стране чудес»                                  |
| Лучшая актриса второго плана           | • Эбигейл Бреслин — «Добро пожаловать в Зомбилэнд»                      |                                                                         |
| Лучшая актриса второго плана           | • Дженнифер Карпентер — «Декстер»                                       |                                                                         |
| Лучшая актриса второго плана           | • Марион Котийяр — «Начало»                                             |                                                                         |
| Лучшая актриса второго плана           | • Ким Юнджин — «Остаться в живых»                                       |                                                                         |
| Лучшая актриса второго плана           | • Сигурни Уивер — «Аватар»                                              |                                                                         |
| Лучший актёр второго плана             |                                                                         | • Джозеф Гордон-Левитт — «Начало»                                       |
| Лучший актёр второго плана             | • Дон Чидл — «Железный человек 2»                                       |                                                                         |
| Лучший актёр второго плана             | • Бен Кингсли — «Остров проклятых»                                      |                                                                         |
| Лучший актёр второго плана             | • Кристофер Минц-Пласс — «Пипец»                                        |                                                                         |
| Лучший актёр второго плана             | • Марк Руффало — «Остров проклятых»                                     |                                                                         |
| Лучший актёр второго плана             | • Сэм Траммелл — «Настоящая кровь»                                      |                                                                         |
| Лучшая игра в сериале                  |                                                                         | • Мэттью Фокс — «Остаться в живых»                                      |
| Лучшая игра в сериале                  | • Майкл Си Холл — «Декстер»                                             |                                                                         |
| Лучшая игра в сериале                  | • Закари Куинто — «Герои»                                               |                                                                         |
| Лучшая игра в сериале                  | • Александр Скарсгард — «Настоящая кровь»                               |                                                                         |
| Лучшая игра в сериале                  | • Анна Торв — «Грань»                                                   |                                                                         |
| Лучшее камео                           |                                                                         | • Билл Мюррэй — «Добро пожаловать в Зомбилэнд»                          |
| Лучшее камео                           | • Механическая сова — «Битва титанов»                                   |                                                                         |
| Лучшее камео                           | • Майкл Кейн — «Начало»                                                 |                                                                         |
| Лучшее камео                           | • Розарио Доусон — «Перси Джексон и похититель молний»                  |                                                                         |
| Лучшее камео                           | • Стэн Ли — «Железный человек 2»                                        |                                                                         |
| Лучший женский персонаж                |                                                                         | • Хлоя Мориц — «Пипец»                                                  |
| Лучший женский персонаж                | • Дебора Энн Уолл — «Настоящая кровь»                                   |                                                                         |
| Лучший женский персонаж                | • Джемма Артертон — «Принц Персии: Пески времени»                       |                                                                         |
| Лучший женский персонаж                | • Морена Баккарин — «V»                                                 |                                                                         |
| Лучший женский персонаж                | • Линдси Фонсека — «Пипец»                                              |                                                                         |
| Лучший женский персонаж                | • Миа Васиковска — «Алиса в стране чудес»                               |                                                                         |
| Лучший мужской персонаж                |                                                                         | • Том Харди — «Начало»                                                  |
| Лучший мужской персонаж                | • Шарлто Копли — «Район № 9»                                            |                                                                         |
| Лучший мужской персонаж                | • Эндрю Гарфилд — «Воображариум доктора Парнаса»                        |                                                                         |
| Лучший мужской персонаж                | • Аарон Джонсон — «Пипец»                                               |                                                                         |
| Лучший мужской персонаж                | • Ксавьер Сэмюэл — «Сумерки. Сага. Затмение»                            |                                                                         |
| Лучший мужской персонаж                | • Коди Смит-Макфи — «Дорога»                                            |                                                                         |
| Лучший творческий ансамбль             |                                                                         | • «Добро пожаловать в Зомбилэнд»                                        |
| Лучший творческий ансамбль             | • «Пипец»                                                               |                                                                         |
| Лучший творческий ансамбль             | • «Начало»                                                              |                                                                         |
| Лучший творческий ансамбль             | • «Остаться в живых»                                                    |                                                                         |
| Лучший творческий ансамбль             | • «Железный человек 2»                                                  |                                                                         |
| Лучший творческий ансамбль             | • «Настоящая кровь»                                                     |                                                                         |
| Лучший сценарий                        |                                                                         | • Лаэта Калогридис — «Остров проклятых»                                 |
| Лучший сценарий                        | • Нил Бломкамп и Терри Татчелл — «Район № 9»                            |                                                                         |
| Лучший сценарий                        | • Кристофер Нолан — «Начало»                                            |                                                                         |
| Лучший сценарий                        | • Мэттью Вон и Джейн Голдман — «Пипец»                                  |                                                                         |
| Лучший сценарий                        | • Майкл Арндт — «История игрушек. Большой побег»                        |                                                                         |
| Лучшие спецэффекты                     |                                                                         | • «Аватар»                                                              |
| Лучшие спецэффекты                     | • «2012»                                                                |                                                                         |
| Лучшие спецэффекты                     | • «Район № 9»                                                           |                                                                         |
| Лучшие спецэффекты                     | • «Начало»                                                              |                                                                         |
| Лучшие спецэффекты                     | • «Железный человек 2»                                                  |                                                                         |
| Лучшие спецэффекты                     | • «Добро пожаловать в Зомбилэнд»                                        |                                                                         |
| Лучшее увечье                          |                                                                         | • создание человеческой многоножки — «Человеческая многоножка»          |
| Лучшее увечье                          | • тело разъедает в кислоте — «Пила 6»                                   |                                                                         |
| Лучшее увечье                          | • отрезание руки — «Пила 6»                                             |                                                                         |
| Лучшее увечье                          | • вырезанное сердце, которое потом подается на стол — «Настоящая кровь» |                                                                         |
| Лучшее увечье                          | • скальпирование охотничьим ножом — «Бесславные ублюдки»                |                                                                         |
| Лучшее увечье                          | • выстрел из ракетницы в рот зомби — «Бессмертие мертвецов»             |                                                                         |
| Лучшая драка                           |                                                                         | • «Начало»                                                              |
| Лучшая драка                           | • «Лузеры»                                                              |                                                                         |
| Лучшая драка                           | • «Пипец»                                                               |                                                                         |
| Лучшая драка                           | • «Железный человек 2»                                                  |                                                                         |
| Лучшая драка                           | • «Аватар»                                                              |                                                                         |
| Лучшая драка                           | • «Битва Титанов»                                                       |                                                                         |
| Самая противоречивая сцена года        |                                                                         | • голова поворачивается на 180 град. во время секса — «Настоящая кровь» |
| Самая противоречивая сцена года        | • папочка стреляет в дочку — «Пипец»                                    |                                                                         |
| Самая противоречивая сцена года        | • Лос-Анджелес в руинах — «2012»                                        |                                                                         |
| Самая противоречивая сцена года        | • химера наедине с Дреном Мэйтсом — «Химера»                            |                                                                         |
| Самая противоречивая сцена года        | • локомотив движется по улице — «Начало»                                |                                                                         |
| Самая противоречивая сцена года        | • Париж сворачивается в трубочку — «Начало»                             |                                                                         |
| Лучший комикс или графический роман    |                                                                         | • «Ходячие мертвецы»                                                    |
| Лучший комикс или графический роман    | • «Asterios Polyp»                                                      |                                                                         |
| Лучший комикс или графический роман    | • «Темнейшая ночь»                                                      |                                                                         |
| Лучший комикс или графический роман    | • «The Boys»                                                            |                                                                         |
| Лучший комикс или графический роман    | • «Chew»                                                                |                                                                         |
| Лучший комикс или графический роман    | • «Parker: The Hunter»                                                  |                                                                         |
| Лучший комикс или графический роман    | • «Scalped»                                                             |                                                                         |
| Лучший писатель комиксов               |                                                                         | • Джефф Джонс — «Blackest Night»                                        |
| Лучший писатель комиксов               | • Джейсон Аарон — «Scalped»                                             |                                                                         |
| Лучший писатель комиксов               | • Дарвин Кук — «Parker: The Hunter»                                     |                                                                         |
| Лучший писатель комиксов               | • Гарт Эннис — «The Boys»                                               |                                                                         |
| Лучший писатель комиксов               | • Роберт Киркман — «Ходячие мертвецы»                                   |                                                                         |
| Лучший писатель комиксов               | • Майк Мигнола — «BPRD»                                                 |                                                                         |
| Лучший комикс-персонаж                 |                                                                         | • Фрэнк Кваетли — «Бэтмен и Робин»                                      |
| Лучший комикс-персонаж                 | • Дарвин Кук — «Parker: The Hunter»                                     |                                                                         |
| Лучший комикс-персонаж                 | • Фабио Мун — «BPRD»                                                    |                                                                         |
| Лучший комикс-персонаж                 | • Джилл Томпсон — «Beasts of Burden»                                    |                                                                         |
| Лучший комикс-персонаж                 | • Чарли Эдлерд — «Ходячие мертвецы»                                     |                                                                         |
| Лучший комикс-персонаж                 | • JH Уильямс III — «Бэтгёрл»                                            |                                                                         |
| Лучшая комикс-экранизация              |                                                                         | • «Пипец»                                                               |
| Лучшая комикс-экранизация              | • «Железный человек 2»                                                  |                                                                         |
| Лучшая комикс-экранизация              | • «Лузеры»                                                              |                                                                         |
| Лучший 3-D фильм                       |                                                                         | • «Аватар»                                                              |
| Лучший 3-D фильм                       | • «История игрушек. Большой побег»                                      |                                                                         |
| Лучший 3-D фильм                       | • «Алиса в стране чудес»                                                |                                                                         |
| Худший фильм                           |                                                                         | • «Пираньи 3D»                                                          |

## Специальные награды
| Премии               | Фотографии лауреатов | Лауреаты             |
| -------------------- | -------------------- | -------------------- |
| Heroine Award        |                      | • Сигурни Уивер      |
| Comic Con Icon Award |                      | • Рэй Брэдбери       |
| 25. Anniversary      |                      | • «Назад в будущее»  |
| Farewell Award       |                      | • «Остаться в живых» |